# San Manuel Bueno, mártir
San Manuel Bueno, mártir es una novela escrita por Miguel de Unamuno. Se publicó por primera vez en 1931, en el número 461 de la revista La novela de hoy correspondiente al 13 de marzo de dicho año. La obra finaliza con «Salamanca, noviembre de 1930». 
En 1933, la editorial Espasa Calpe publicó San Manuel Bueno, mártir, y tres historias más. En el prólogo de esta edición, Unamuno se preguntó cuál fue la razón de reunir San Manuel Bueno, mártir con dos de las otras historias: «¿Por qué he reunido en un volumen, haciéndoles correr la misma suerte, a tres novelas de tan distinta, al parecer, inspiración?». Tras aclarar que «desde luego, fueron concebidas, gestadas y paridas sucesivamente y sin apenas intervalos, casi en una ventregada», él mismo se contestó diciendo que a los protagonistas de estas novelas «lo que les atosigaba era el pavoroso problema de la personalidad, si uno es lo que es y seguirá siendo lo que es».

## Estructura de la obra

### El tiempo
Para enmarcar el relato, sabemos que el adverbio «ahora» es de suma importancia ya que hace referencia al tiempo que pasó, al tiempo que transcurrió en la vida de Ángela Carballino y por lo tanto al tiempo mismo de la novela. Ahora Ángela ya es adulta: «a mis más que cincuenta años». Con el transcurso del tiempo se produce un cambio de madurez importante; también cambió su relación con Don Manuel, el rol maternal que cumplía él, llegó a revertirse cuando confiesa a Ángela su secreto; por lo tanto transcurre en la época en la que se escribe (principios del siglo XX) tanto como el trato que tenía hacia él.

### El lugar
La obra se desarrolla en un pueblecito llamado Valverde de Lucerna, pueblo ficticio, que fue inspirado por una visita a San Martín de Castañeda, junto al lago de Sanabria, en Zamora.

## Argumento
La narradora es una mujer, Ángela Carballino. Su madre es una piadosa cristiana de fe recia e inamovible. Vive en un pueblecito de la provincia de Zamora, Valverde de Lucerna, situado al borde de un bello lago, junto a un macizo de montaña. El escenario queda sugerido por el maravilloso lago de Sanabria en San Martín de Castañeda, Sanabria, al pie de las ruinas de un convento de Bernardos, y donde vive la leyenda de una ciudad, Valverde de Lucerna, que yace en el fondo de las aguas del lago.
Tan real es el escenario descrito por Unamuno que le consagra dos poesías:
| Ay, Valverde de Lucerna, hez del lago de Sanabria, no hay leyenda que dé cabria de sacarte a luz moderna. Se queja en vano tu bronce en la noche de San Juan, tus hornos dieron su pan, la historia se está en su gonce. Servir de pasto a las truchas es, aun muerto, amargo trago; se muere Riba del Lago, orilla de nuestras luchas. | San Martín de Castañeda, espejo de soledades, el lago recoge edades de antes del hombre y se queda soñando en la santa calma del cielo de las alturas en que se sume en honduras de anegarse, ¡pobre!, el alma... Men Rodríguez, aguilucho de Sanabria, el ala rota ya el cotarro no alborota para cobrarse el conducho. Campanario sumergido de Valverde de Lucerna, toque de agonía eterna bajo el caudal del olvido. La historia paró, al sendero de San Bernardo la vida retorna, y todo se olvida lo que no fuera primero. |

Sin embargo, Unamuno no se atiene con servilismo literario al paisaje que le sirve de modelo, tanto en lo físico como en lo humano. No quiere significar esto que el autor no sepa explicar estéticamente los elementos del paisaje.
Ángela se ha educado en la ciudad. Pero al concluir los años del colegio, el magnetismo que irradia don Manuel (contado todo por la madre de Ángela), la atrae inexorablemente a Valverde de Lucerna.
Lázaro, el hermano incrédulo, que vuelve de América, rico y con un amplio bagaje cultural laico, viene al pueblo muy decidido a trasladar a su familia a la ciudad. El señorito laico enriquecido parece despreciar todo lo que huele a religión. Pero cae inmediatamente en la cuenta de que don Manuel no es como los otros curas. Es un santo. Con él hace una excepción. Cuando muere su madre, reconoce claramente que don Manuel es un hombre maravilloso. Finalmente termina por sucumbir en este duelo entablado entre las dos figuras próceres del pueblo, y entra de lleno en la órbita de don Manuel. Desde ese día, Lázaro no falta nunca a misa, ayuda al cura, etc. ¿A qué se ha convertido Lázaro? ¿Al catolicismo ortodoxo? ¿A la sugestiva y electrizante personalidad de Don Manuel?
Don Manuel ve eclipsarse paulatinamente su vida. Entretanto, Lázaro es el mejor coadjutor del párroco en la vida pastoral. El pastor de almas muere en medio de sus feligreses en la iglesia parroquial, donde se despide de todo el pueblo y pide que sea enterrado con los tres tablones de madera que él mismo corta para ayudar a un pobre niño tiempo atrás. Lázaro y su hermana recogen la herencia espiritual legada por don Manuel. Lázaro ve también resquebrajarse su salud y muere como su maestro.
Ángela Carballino, la última superviviente de la familia espiritual de don Manuel, es la que nos trasmite sus recuerdos personales y el secreto de la vida de este párroco excepcional.
Este es el esqueleto externo de la novela. Desde el punto de vista de la acción, la novela es muy simple. No hay episodios apasionantes. No hay peripecias sensacionales que atraigan nuestro interés.
Hay una auténtica tensión dramática, pero queda relegada a un dramatismo sobre todo interno. La anemia externa de la obra queda compensada con la riqueza espiritual de los personajes y de sus diferentes actitudes.

## Personajes
El censo de personajes en esta novela de Miguel de Unamuno es sumamente reducido. Los que monopolizan casi exclusivamente la escena son el trío compuesto por el párroco don Manuel y sus fieles discípulos, Lázaro y Ángela. Los nombres propios de personajes son sumamente escasos, al igual que las descripciones físicas de estos.

### Don Manuel

#### El nombre
El simbolismo del nombre en el caso de don Manuel apenas necesita demostración. Está impregnado de referencias bíblicas. El nombre es portador de una bendición o de una maldición, revela el destino de una persona, o mejor, lo consagra para una misión nueva.
Manuel es la versión española de Emmanuel, el nombre del Mesías anunciado por el profeta Isaías; su significado es «Dios con nosotros». Don Manuel es el forjador de una nueva religión, nueva no por su forma, sino por su interioridad.

#### La figura exterior
Poco se habla del aspecto exterior del protagonista. Tres rasgos físicos: la altura enhiesta de su cuerpo, el color azul de sus ojos y su potente voz. Y un rasgo psíquico muy importante: la capacidad de leer dentro de los corazones. Los dos primeros rasgos encuadran al cura dentro del ambiente de la aldea: la montaña y el lago. El tercero le asemeja al poder de penetración del Mesías. 

#### El carácter
Son las menudas acciones, repetidas, las que definen el carácter de un personaje. El autor del relato comienza por referir sobre todo las anécdotas externas de la vida del párroco. No ha visto en él ni un solo defecto. Todo son virtudes. Su vocación se inició por un movimiento de caridad familiar. Su familia es una incógnita.
Don Manuel es una persona muy activa, siempre quiere estar haciendo algo. Ayudaba en la aldea a sus feligreses en todo cuanto podía. Era el alma del pueblo. Colaborador íntimo del médico, del maestro, se interesaba por la vida de todos, tanto espiritual como materialmente.
Es el personaje que toma claramente todas las iniciativas. Es el guía espiritual del pueblo, el director de la conciencia de Ángela. Cuando aparece Lázaro, parece que va a entablarse una lucha por el predominio en la aldea. El desenlace nos muestra que en este combate no ha habido ni vencedores ni vencidos.
El lago y la montaña son rasgos paradigmáticos que definen incluso el mismo físico del cura.

### Lázaro

#### El nombre
Unamuno una vez más ha utilizado el simbolismo del nombre. Así lo reconoce el propio Lázaro: «Él me hizo un hombre nuevo, un verdadero Lázaro, un resucitado. Él me dio la fe», basándose en los escritos del Nuevo Testamento donde Cristo hizo andar al recientemente fallecido Lázaro. Lázaro es también una referencia escrita de un milagro de «curación del alma».

#### El personaje
Aparece en escena con grandes pretensiones. Por un momento parece poseer todas las características propias de un antagonista: se le presenta como anticlerical, progresista, partidario del racionalismo, amante de la cultura urbana, preocupado por los problemas sociales. Progresivamente, estos rasgos se van difuminando, y con un evidente esquematismo, de enemigo se convierte en discípulo amado.
Se trata de una conversión muy especial. En el fondo se trata de un contrato. Don Manuel ha logrado que Lázaro cumpla exactamente con todas las prácticas religiosas. Pero Lázaro le ha arrancado algo precioso: don Manuel ha tenido que entregarle lo que guardaba más celosamente: el secreto de su vida. Todo parece reducirse a un simple intercambio. Lázaro reconoce que don Manuel ha hecho de él un hombre nuevo. La «manuelización» ha sido completa, incluso en la muerte precoz.
Su personalidad, en un primer momento, aparece muy vinculada a la imagen del Nuevo Mundo. Se opone al Viejo Mundo, que él identifica con el feudalismo y el reaccionismo.
Después de su conversión, se apropia de la simbología que acompaña a don Manuel: el lago, la montaña, etc.

### Ángela Carballino

#### El nombre y la misión
Ángela Carballino es la supuesta autora del libro. Unamuno no ha hecho ninguna referencia explícita al significado de su nombre. Ángela, en griego, significa mensajera. Se ha propuesto como destino «salvar la memoria del cura». Ella es la heredera espiritual de Don Manuel.
Ha vivido en contacto con un santo; sabe que ella es el último testigo de una experiencia única, y quiere que su mensaje no desaparezca con su propia muerte.

#### Carácter
Manifiesta desde el comienzo dos peculiaridades: la intuición y la religiosidad. Lo más probable es que Ángela por sí misma no hubiese llegado al conocimiento del secreto del párroco. Pero, ¿y la religiosidad de Ángela? Su fe no era una fe tranquila y plácida. Antes de entrar en la órbita de don Manuel, las dudas habían comenzado a abrir brecha en su alma. La fe de Ángela queda fuertemente conmovida cuando se entera por boca de su hermano que la vida del párroco es una piadosa mentira. Su hermano le ha abierto los ojos, y lo que antes poseía contornos precisos y evidentes, empieza a envolverse de una bruma difusa. La actitud ambigua queda suficientemente perfilada.
La novela, pues, se basa en un triángulo de personajes —Don Manuel, Lázaro y Ángela— con la particularidad de que el personaje subordinado del triángulo es el narrador. Al comienzo actúa en solitario el cura, presentado por Ángela. Pero las relaciones entre ambos no son reales, puesto que Ángela aún desconoce la verdadera situación espiritual de don Manuel. Luego entra en escena Lázaro, inicialmente como antagonista. Después del «contrato» establecido entre ambos, se firma la paz de convivencia que evoluciona hacia una entrega total de Lázaro en brazos del párroco. La disyunción se ha convertido en una conjunción estrechísima, que la muerte de la madre rubrica para siempre.

### Blasillo

#### Importancia del personaje
Blasillo representa el grado máximo de la fe ciega, inocente, que don Manuel predica y desea para el pueblo. Blas vive en la ignorancia y repite constantemente por todo el pueblo las palabras del párroco: “¡Dios mío, Dios mío!, ¿por qué me has abandonado?”; cuyo sentido ignora. Al hacerlo resalta, sin darse cuenta, la frase divina que don Manuel pronuncia desde su más profunda conciencia. Así, lo racional (en sentido estricto, la negación de la divinidad de Cristo) desciende a lo irracional de la fe popular que representa Blasillo.

#### Significado de su muerte
Blasillo es uno de los personajes de la novela que son más apreciados por don Manuel y viceversa. Su aprecio por el párroco es tal que, cuando muere este, Blasillo fallece con él. Esta muerte (que se añadió en futuras redacciones de la novela, pues en el manuscrito de 1930 no ocurría) sirve para culminar simbólicamente la identificación del pueblo por su párroco. Al faltar la voz “divina”, el eco carece de función, pues el vacío no admite resonancia. El resto es silencio: recuérdese el pasaje del credo, imposible de acabar sin la ayuda de quienes, con su fe, transportan al que calla cuando llegan las palabras indecibles. De esta manera, esta muerte tiene el mismo sentido que la de Lázaro, que fue un continuador del empeño ilusionante que tenía don Manuel, aunque ya sin fuerzas para continuarlo.

## Estructura formal y técnica narrativa
Unamuno no dividió su novela en capítulos, sino en veinticinco fragmentos que algunos críticos denominan secuencias. Los veinticuatro primeros constituyen el relato de Ángela, y el último es una especie de epílogo del autor.
El autor utiliza en su relato un procedimiento narrativo relativamente frecuente: nos dice que la obra editada es, en realidad, un manuscrito que apareció entre los papeles del protagonista de la novela. Maestro en esta técnica fue Miguel de Cervantes en el Quijote.
La narradora sigue otros procedimientos ya empleados por la literatura clásica: Ángela Carballino escribe porque el obispo le «ha pedido con insistencia toda clase de noticias» sobre Don Manuel y ella le ha proporcionado «toda clase de datos», pero se ha callado siempre «el secreto trágico. [...] Y confío en que no llegue a conocimiento todo lo que en esta memoria dejo consignado». Se trata, pues, de la estructura de un libro de memorias que arranca con un «ahora» («Ahora que el obispo de la diócesis de Renada, a la que pertenece esta mi querida aldea de Valverde de Lucerna, anda, a lo que se dice, promoviendo el proceso para la beatificación de Don Manuel») y termina de forma circular con la referencia explícita al proceso de beatificación promovido por el obispo, y al «ahora» o presente actual de la narradora: «Y al escribir esto ahora, aquí, en mi vieja casa materna, a mis más que cincuenta años, cuando empiezan a blanquear con mi cabeza mis recuerdos...». Y si al principio y al final de la novela, la narradora acude a la forma del presente, en el cuerpo del relato domina el pretérito imperfecto, el tiempo propio de la narración. El empleo del imperfecto resulta indispensable para la creación del mundo de la memoria de Ángela Carballino: gracias a este tiempo la narradora logra adentrarnos en la continuidad invariable de un modo de vida intrahistórico, a la vez que se difuminan los contornos y detalles del mundo narrado y permanece solo la interioridad de la acción.
Junto a la narración, desempeña un papel capital el diálogo, que en esta novela, no se limita a transcribir una conversación, sino que es también un vehículo de ideas y un medio de exteriorizar los conflictos y dramas íntimos. A veces se recurre al diálogo dentro del diálogo, como cuando Lázaro, hablando con su hermana, le reproduce una conversación con don Manuel: «-¿Pero es posible?- exclamé consternada. -¡Y tan posible, hermana, y tan posible! Y cuando yo le decía: "Pero es usted, usted, el sacerdote, el que me aconseja que finja?", él, balbuciente: "¿Fingir?, ¡fingir no!, ¡eso no es fingir!"».
Para relatar la historia y enmarcarla en unas coordenadas espacio-temporales deliberadamente imprecisas, la narradora utiliza diversas perspectivas. Desde el primer momento adopta un tono confesional, con clara función testimonial. Ángela refiere no solo lo visto y lo oído, sino también lo sentido. Siendo ella la única fuente de información, se interpone entre los hechos y el lector. No se trata de un narrador omnisciente, sino de un testigo parcial, y al lector le incumbe la tarea de separar el puro relato «objetivo» de su dramatización. Además de testigo, la narradora es partícipe en la acción, de ahí que dudemos de la veracidad de los hechos narrados. El tiempo y el espacio aparecen indiferenciados y los límites entre la realidad y la ficción quedan confundidos. Esta diversidad de perspectivas, esta buscada confusión de realidad y ficción, de sueño y vigilia, engarza por un lado con la mejor tradición de la literatura del Siglo de Oro, y por otra parte anuncia algunos de los rasgos configuradores de la novela moderna.